# Stubborn Heart
 est un duo britannique de musique électronique, composé du chanteur Luca Santucci et du musicien Ben Fitzgerald, ayant enregistré deux albums sortis sur le label discographique indépendant One Little Independent Records.

## Formation du groupe
Ben Fitzgerald et Luca Santucci firent de la musique ensemble durant leur jeunesse. Puis ils suivirent leur propre chemin, qui vit Luca Santucci chanter par exemple avec la musicienne Leila, et Ben Fitzgerald devenir disc jockey, producteur et ingénieur du son. Mais ne parvenant pas vraiment à s'affirmer, ils finirent par se retrouver et par former .

## Musique
Le duo toucha un plus large public en étant cité par divers médias, comme New Musical Express ou BBC Radio 6 Music,. The Guardian choisit notamment  comme groupe de la semaine en juillet 2012, année de son entrée chez One Little Indian Records et de son premier album éponyme sorti le 5 novembre. Parmi les pistes de , la chanson Need Someone fut accompagnée d'un clip réalisé par la photographe britannique Elaine Constantine, et parmi ses titres bonus se trouve une reprise de la chanson This Strange Effect, écrite par l'auteur Ray Davies.
Les années passèrent et les deux musiciens sortirent un nouvel album en 2021, intitulé Made of static et contenant 10 titres, chez One Little Independent Records,.

### Genre et influences
Le duo qualifie sa musique de « soul électronique venant du cœur », en citant des influences musicales des années 1960 ( étant une chanson interprétée par le groupe nord-américain de soul The Sheppards), de la synthpop des années 1980, des musiques techno, house, et garage des années 1990. Il fut comparé entre autres à The XX, SBTRKT, James Blake, Mount Kimbie et Four Tet. D'après une chronique de son premier album par la British Broadcasting Corporation, le titre Interpol ne serait pas sans rappeler Art of Noise et Aphex Twin.

## Discographie

### Albums
- Stubborn Heart, 2012, One Little Indian Records

- Made of Static, 2021, One Little Independent Records

### Singles
- Need Someone, 2012

- Starting Block, 2012

- Better Than This, 2013

- Penetrate, 2013

- Out Of Our Hands I, II, III, 2022